# کارملو بوونوکور
کارملو بوونوکور (انگلیسی: Carmelo Buonocore; ۱۹ فوریهٔ ۱۹۱۲ – 1982) بازیکن فوتبال اهل ایتالیا بود.
از باشگاه‌هایی که در آن بازی کرده‌است می‌توان به باشگاه فوتبال اینتر میلان و باشگاه فوتبال مسینا اشاره کرد.